# Ворингтон
Ворингтон (енгл. Warrington) је град у Уједињеном Краљевству у Енглеској. Према процени из 2007. у граду је живело 81.297 становника.

## Становништво
Према процени, у граду је 2008. живело 81.297 становника.
| 1981.  | 1991.  | 2001.  |
| ------ | ------ | ------ |
| 81.366 | 82.812 | 80.661 |

## Партнерски градови
- Округ Лејк
- Хилден
- Наход